# Frederick Hollander

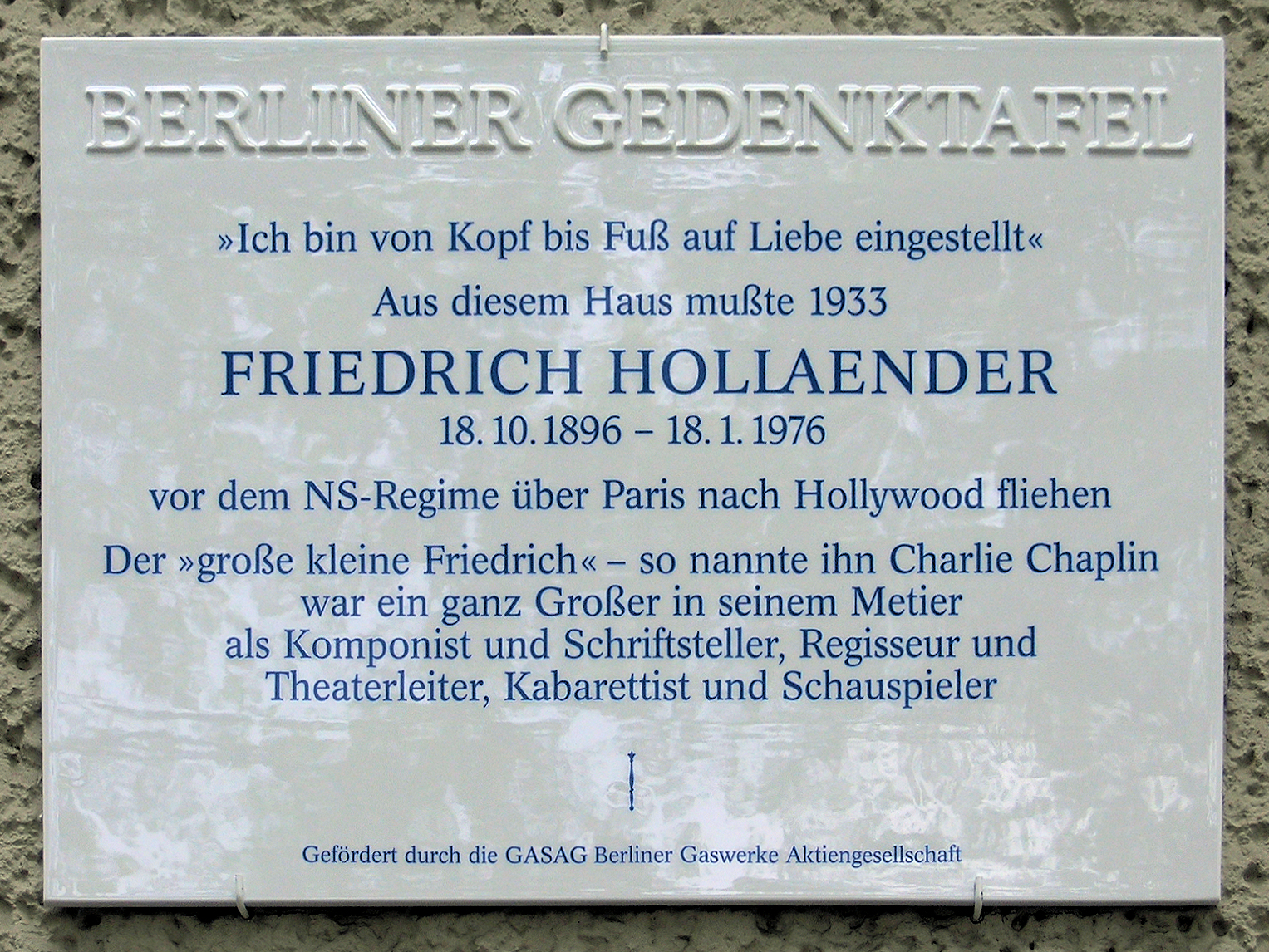
Placa conmemorativa, en Berlín.

Fredrich Holländer (Londres, Inglaterra, 18 de octubre de 1896 - Múnich, Alemania, 18 de enero de 1976), más conocido como Frederick Hollaender, fue un compositor judío de música cinematográfica, hijo del compositor de operetas Viktor Holländer. Cambió su apellido al emigrar a los Estados Unidos, al huir de la persecución nazi. Se casó en 1919 con la actriz y cantante Blandine Ebinger, con quien engendró a su hija Philine. Fue nominado al Óscar junto a Morris Stoloff, por El asunto del día y por Los 5.000 dedos del Dr. T, pero no lo obtuvo.
Su música para El ángel azul, que contó con Franz Waxman como orquestador, le dio la oportunidad de darse a conocer internacionalmente.
Su canción Ich bin von Kopf bis Fuss auf Liebe eingestellt... inmortalizó a Marlene Dietrich y al Berlín de los tiempos de la preguerra.
Compuso An allem sind die Juden schuld ("Los judíos tienen la culpa de todo").

## Filmografía
- 1930 - El ángel azul
- 1931 - Der Mann, der seinen Mörder sucht
- 1938 - La octava mujer de Barbazul (con Werner R. Heymann)
- 1939 - Medianoche
- 1940 - Recuerdo de una noche
- 1942 - El asunto del día (con Morris Stoloff)  (nominada al Óscar)
- 1945 - Retorno al abismo
- 1946 - Un príncipe en Milwaukee
- 1948 - A Foreign Affair
- 1948 - That Lady in Ermine (La dama del armiño) (con Leo Robin)
- 1953 - Los 5.000 dedos del Dr. T (con Morris Stoloff) (nominada al Óscar)
- 1954 - Sabrina
- 1955 - Nunca fuimos ángeles

## Regreso a Alemania
Regresó a Alemania en 1956 y 20 años después falleció en Múnich.

## Como actor
Tuvo una breve aparición en la comedia Uno, dos, tres, de Billy Wilder, en el papel del director de una orquesta de cabaré, en el sector de Berlín ocupado por la Unión Soviética. Interpretó una versión alemana de la popular canción norteamericana Yes! We Have No Bananas, en la escena en que James Cagney se reúne con los tres comisarios soviéticos.[cita requerida]

## Premios y distinciones
Premios Óscar
| Año  | Categoría                                              | Canción                | Película                 | Resultado |
| ---- | ------------------------------------------------------ | ---------------------- | ------------------------ | --------- |
| 1938 | Mejor canción original                                 | «Whispers in the Dark» | Artistas y modelos       | Nominado  |
| 1943 | Mejor banda sonora de una película dramática o comedia | -                      | El asunto del día        | Nominado  |
| 1949 | Mejor canción original                                 | «This Is the Moment»   | La dama del armiño       | Nominado  |
| 1954 | Mejor orquestación de una película musical             | -                      | Los 5000 dedos del Dr. T | Nominado  |